# مرغ کشیش سرخ جنوبی
مرغ کشیش سرخ جنوبی (نام علمی: Euplectes orix) پرنده‌ای گنجشک‌سان و کوچک متعلق به سرده جولاهای چندزنه از تیره مرغان جولا است. این پرنده در مرغزارها و مرداب‌های آفریقا در جنوب خط استوا یافت می‌شود. در شمال استوا، گونهٔ شمالی این پرنده با نام ژوئیه نارنجی زندگی می‌کند که در گذشته تصور می‌شد زیرگونهای از این پرنده است.